# Coppa Varignana
La Coppa Varignana est une course cycliste italienne disputée au mois de mai à Varignana, frazione de la commune de Castel San Pietro Terme (Émilie-Romagne). Créée en 1952, cette épreuve est organisée par la Société cycliste Sergio Dalfium,. Elle fait partie du calendrier de la Fédération cycliste italienne, en catégorie 1.19.

## Palmarès
| Année | Vainqueur                | Deuxième                   | Troisième                  |
| ----- | ------------------------ | -------------------------- | -------------------------- |
| 1952  | Sergio Dal Fiume         |                            |                            |
| 1953  | Amerigo De Amicis        |                            |                            |
| 1954  | Aldo Moser               |                            |                            |
| 1955  | Italo Mazzacurati        |                            |                            |
| 1956  | Mario Monti              |                            |                            |
| 1957  | Giorgio Mancini          |                            |                            |
| 1958  | Bruno Piancastelli       |                            |                            |
| 1959  | Mario Pieruccini         |                            |                            |
| 1960  | Cesare Fontanelli        |                            |                            |
| 1961  | Pietro Partesotti        |                            |                            |
| 1962  | Fabio Saccani            |                            |                            |
| 1963  | Luciano Soave            |                            |                            |
| 1964  | Antonio Albonetti        |                            |                            |
| 1965  | Luciano Roggi            |                            |                            |
| 1966  | Gilberto Vellani         |                            |                            |
| 1967  | Silvano Ravagli          |                            |                            |
| 1968  | Enrico Maggioni          |                            |                            |
| 1969  | Gino Fochesato           |                            |                            |
| 1970  | Mario Giaccone           |                            |                            |
| 1971  | Mauro Landini            |                            |                            |
| 1972  | Gino Fochesato           |                            |                            |
| 1973  | Giovanni Morelli         |                            |                            |
| 1974  | Salvatore Ghisellini     |                            |                            |
| 1975  | Pierluigi Fabbri         |                            |                            |
| 1976  | Pietro Rossi             | Gino Lori (it)             | Roberto Visentini          |
| 1977  | Giuseppe Solfrini        | Marino Amadori             | Mirko Bernardi (de)        |
| 1978  | Mauro De Pellegrini (it) |                            |                            |
| 1979  | Giuseppe Montella        |                            |                            |
| 1980  | Giuseppe Montella        |                            |                            |
| 1981  | Giuseppe Solfrini        |                            |                            |
| 1982  | Fabio Patuelli           |                            |                            |
| 1983  | Valerio Franceschini     |                            |                            |
| 1984  | Romano Randi             |                            |                            |
| 1985  | Claudio Vandelli         |                            |                            |
| 1986  | Roberto Pelliconi        |                            |                            |
| 1987  | Flavio Zanini            |                            |                            |
| 1988  | Mauro Sandroni           |                            |                            |
| 1989  | Moreno Picchio           |                            |                            |
| 1990  | Andrea Peron             |                            |                            |
| 1991  | Riccardo Amarù           | Sergio Barbero             | Stefano Arlotti            |
| 1992  | Sergio Barbero           |                            |                            |
| 1993  | Giuseppe Tartaggia       |                            |                            |
| 1994  | Luca Prada               |                            |                            |
| 1995  | Cristiano Andreani       |                            |                            |
| 1996  | Simone Mori              |                            |                            |
| 1997  | Mirko Angelelli          |                            |                            |
| 1998  | Filippo Perfetto         | Federico Morini            | Massimiliano Martella      |
| 1999  | Matteo Alvisi            | Juri Alvisi (it)           | Francesco Bellotti         |
| 2000  | Roberto Lotti            |                            |                            |
| 2001  | Francesco Magni          |                            |                            |
| 2002  | Andrei Karpatchev        |                            |                            |
| 2003  | Pasquale Muto            |                            |                            |
| 2004  | Nicola Del Puppo         | Valerio Agnoli             | Dainius Kairelis           |
| 2005  | Miguel Ángel Rubiano     |                            |                            |
| 2006  | Alessandro Raisoni       | Daniele Marziani           | Luca Zanasca               |
| 2007  | Luca Dodi                | Valentino Carriero         | Davide Santuccione         |
| 2008  | Leopoldo Rocchetti       | Fabio Taborre              | Davide Santuccione         |
| 2009  | Alberto Cecchin          | Raffaele Serafino          | Gabriele Tassinari         |
| 2010  | Julián Arredondo         | Matteo Durante             | Mirko Boschi               |
| 2011  | Andrea Vaccher           | Julián Arredondo           | Francesco Manuel Bongiorno |
| 2012  | Ilya Gorodnichev         | Francesco Manuel Bongiorno | Federico Scotti            |
| 2013  | Andrea Toniatti          | Andrea Vaccher             | Gianluca Milani            |
| 2014  | Luca Benedetti           | Elia Zanon                 | Gianni Moscon              |
| 2015  | Gianni Moscon            | Giulio Ciccone             | Nicolò Rocchi              |
| 2016  | Andrea Garosio           | Davide Gabburo             | Aleksandr Riabushenko      |
| 2017  | Umberto Orsini           | Andrea Garosio             | Lorenzo Fortunato          |
| 2018  | Samuele Battistella      | Umberto Marengo            | Gianluca Milani            |
| 2019  | Marco Landi              | Riccardo Verza             | Matteo Zurlo               |
| 2020  | annulé                   | annulé                     | annulé                     |
| 2021  | Riccardo Lucca           | Lucio Pierantozzi          | Davide Botta               |
| 2022  | Riccardo Lucca           | Thomas Pesenti             | Giacomo Villa              |
| 2023  | Thomas Pesenti           | Joris Chaussinand          | Luca Cavallo               |
| 2024  | Emanuele Ansaloni        | Ludovico Crescioli         | Nicola Rossi               |